# علی نظری (خواننده)
علی نظری (زادهٔ ۱۳۱۴ در اهواز – درگذشتهٔ دی ۱۳۹۵ در لس ‌آنجلس) خواننده، ترانه‌سرا و آهنگساز اهل ایران بود.

## زندگی
علی نظری متولد ۱۳۱۴ در اهواز، آهنگساز، ترانه‌سرا و خواننده که با آهنگ‌های جنوبی و عربی در دههٔ ۱۳۴۰ در لاله‌زار تهران معروف شد، او از معدود خوانندگان موسوم به سبک کوچه بازاری بود که قبل از انقلاب به شوهای تلویزیونی دعوت می‌شد. علی نظری در سال ۱۳۵۰ در فیلمی به نام «خانه به دوشان» ایفای نقش کرد. او بعدها کم‌کم از نظرها پنهان ماند، دیگر نه در محفلی ظاهر شد و نه در رادیو تلویزیون‌ها حضور پیدا کرد تا اینکه سرانجام دی ۱۳۹۵ در سن ۸۱ سالگی بر اثر کهولت سن در لس‌آنجلس درگذشت. از معروف‌ترین ترانه‌های او می‌توان به «ماه آبادان»، «برمزار مادر»، «نماز»، «چشم آبی»، «روزه دارم»، «قسم به آه بی نوایان»، «دختر دردانه من»، «تاپ تاپ نازی نازی»، «سوگند» و «سنگ صبور» اشاره کرد. 

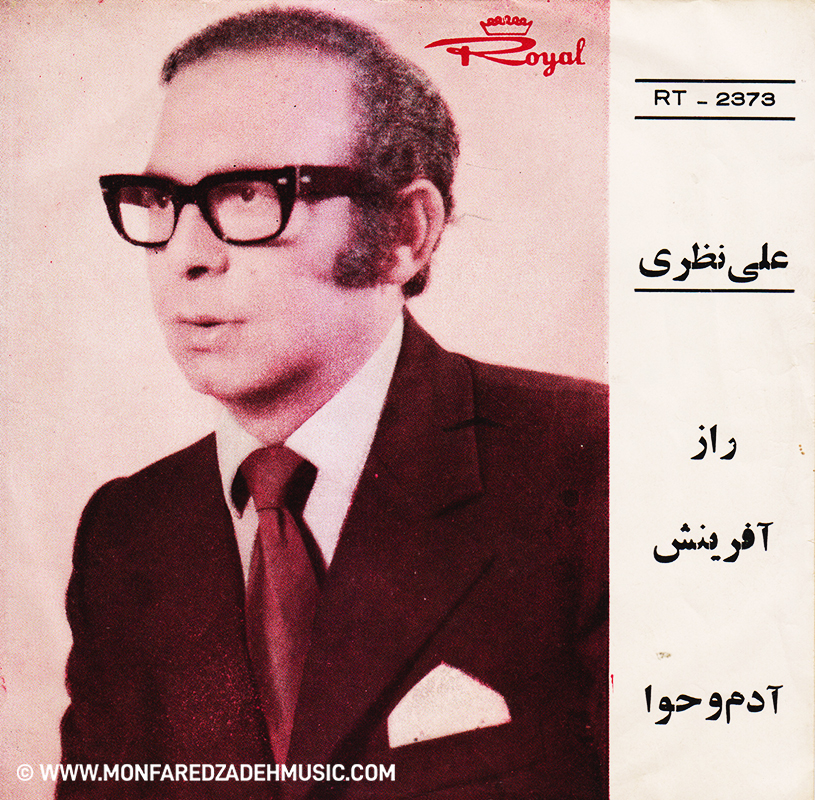
تصویر علی نظری بر روی جلد صفحهٔ گرامافون ۴۵ دور ترانهٔ راز آفرینش